# Nationalité
La nationalité est en droit international public le pays d'appartenance véritable d'une personne physique ou morale, aux fins de détermination du droit applicable dans un litige de droit public entre deux ou plusieurs pays. Le concept peut être juridiquement opposé à la notion de citoyenneté, qui n'a d'application qu'en droit interne à des fins de détermination des droits et devoirs des citoyens d'un même pays.
Il s'agit d'un concept multiforme relatif à l'appartenance d'une ou d'un groupe de personnes à une nation culturelle ou politique déterminée ou possédant la volonté d'exister. La latitude sémantique du terme est principalement due à un désaccord entre deux écoles de pensée du XIXe siècle basées sur des traditions opposées ; l'universalisme de la philosophie des Lumières française et le mouvement lui étant réactionnaire, le relativisme culturel du nationalisme romantique allemand. On peut donc parler de nationalité politique et de nationalité culturelle ou sociologique.
D'une part, la nationalité politique se définit comme une preuve légale de l'appartenance à un État. Si le concept de nationalité ne se confond pas automatiquement avec la citoyenneté, ces deux termes peuvent aussi être employés comme synonymes l'un de l'autre, dans le langage courant comme dans les documents officiels,.
D'autre part, la nationalité culturelle ou sociologique définit des communautés qui ne forment pas forcément des États indépendants. Elles sont plutôt des regroupements de populations sur un territoire plus ou moins défini qui partagent soit une combinaison particulière de caractéristiques objectives (langue, religion, culture, histoire) ou la caractéristique subjective d'autodéfinition souvent exprimée par le nationalisme.

## Problématiques de la nationalité

### Définition et critères d’admissibilité
Les critères d’admissibilité sont un autre élément problématique lorsqu’il s'agit de cerner une nationalité en particulier ou de tracer la limite avec la notion d’ethnie. En plus de soulever que la nationalité repose au départ sur le sentiment identitaire, le théoricien politique David Miller propose, dans son livre On Nationality, 5 critères pour définir une communauté d’individus comme une nationalité :
- Posséder des croyances communes et un engagement mutuel
- Occuper une période définie dans l’Histoire
- Démontrer un caractère national
- Occuper un territoire défini
- Posséder une culture populaire distincte

Miller soutient également que les moyens de communication à l’intérieur de ces communautés cimentent le sentiment national et que tous ces critères fluctuent avec le temps.

## Définitions du concept en français

### 1778 - Première définition: «le sentiment national»

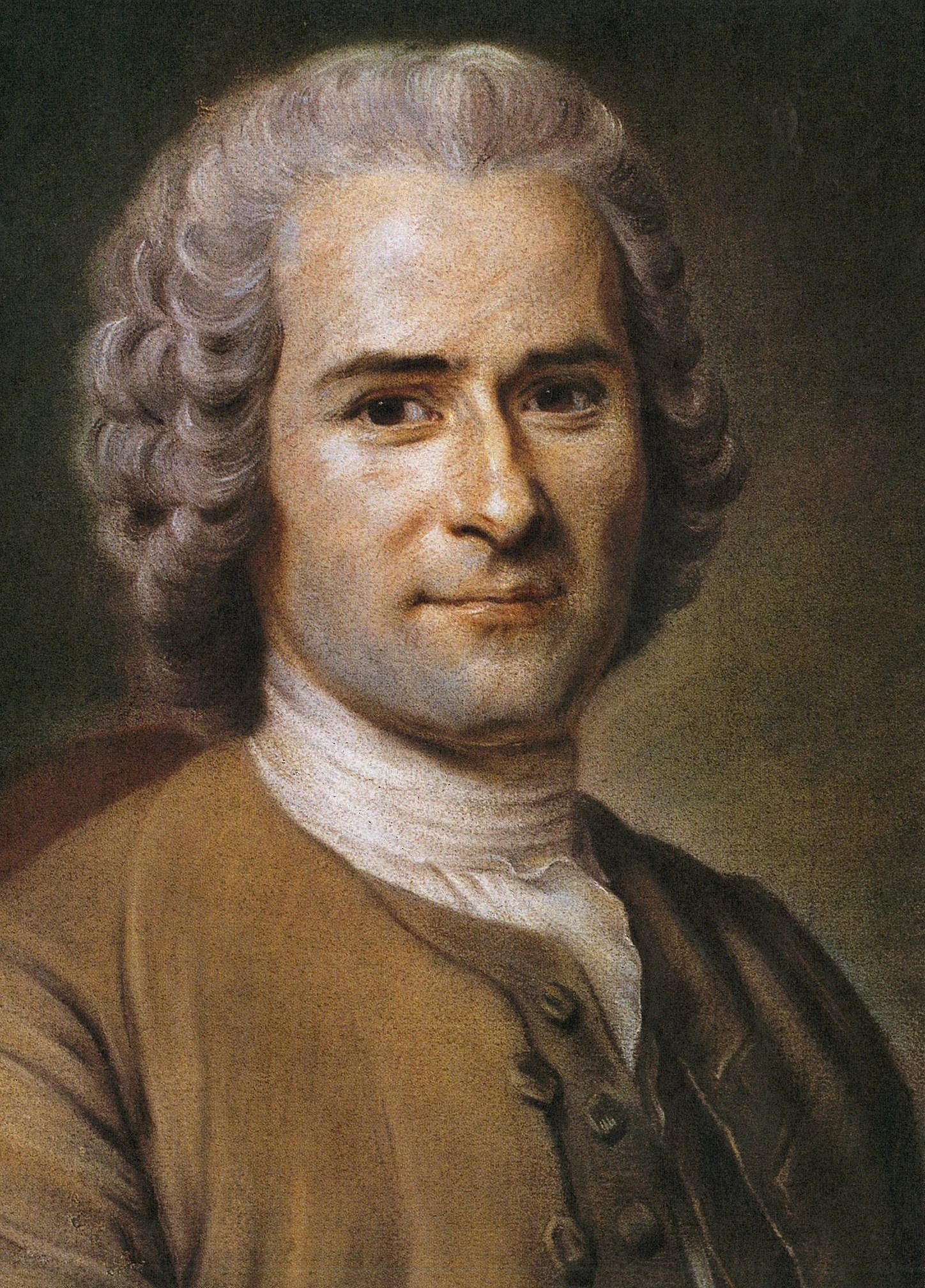
Jean-Jacques Rousseau.

« Quand un peuple, dédaignant sa nationalité, dit : que m'importe ? mettez que ce peuple est à deux doigts de sa ruine. »

— Jean-Jacques Rousseau, 1778

### 1860 - Deuxième définition: le principe des nationalités
« La Révolution française est, pour ainsi dire, le soleil dont la chaleur fécondante a fait germer et fleurir, comme des fleurs naturelles de notre continent, les nationalités dont les mouvements ébranlent le vieil édifice européen. »

— Du principe des nationalités, Maximin Deloche, 1860

### 1868 - Troisième définition: rattachement à un État

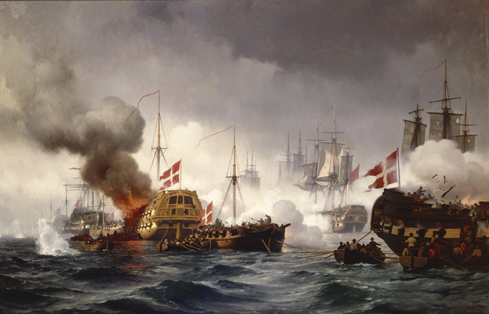
Bateaux de guerre battant pavillons danois durant la bataille de Copenhague.

Le mot « nationalité », apparu d'abord dans le champ de la théorie politique, n'entre que tardivement dans le langage proprement juridique. On en trouve des traces dans la langue administrative dès la Restauration, mais il n'apparaît dans le titre de la loi qu'avec la loi du 26 juin 1889.

## Conception politique et juridique

### Évolution des législations

#### Conférence de codification de La Haye (1930)
Du 13 mars au 12 avril 1930, la Société des Nations organise la conférence de codification de la Haye qui vise à légiférer en matière de nationalité, de double nationalité et d'apatridie. Cette conférence, à laquelle 47 États prennent part, adopte la Convention sur certaines questions relatives aux conflits de lois sur la nationalité.

### Acquisition de la nationalité
Les critères d'acquisition de la nationalité varient d'un pays à l'autre. La nationalité s'acquiert normalement à la naissance par filiation (on parle de « droit du sang », jus sanguinis), mais aussi à la majorité du fait que l'on est né sur le territoire national (on parle de « droit du sol ») et qu'on y a séjourné jusqu'à un âge donné, le plus souvent celui de la majorité. Un individu, au cours de sa vie, peut changer de nationalité ou en acquérir une autre en faisant une demande de naturalisation et en satisfaisant à certaines conditions ; en général, il faut parler la (ou une des) langue(s) nationale(s), avoir résidé et travaillé dans un pays un certain temps et ne pas avoir été condamné à des peines importantes. Il est possible dans certaines conditions d'avoir deux nationalités ou plus.
Selon la Déclaration universelle des droits de l'homme de 1948 :
« Art. 15
1. Tout individu a droit à une nationalité.
2. Nul ne peut être arbitrairement privé de sa nationalité, ni du droit de changer de nationalité »[12].

La notion de nationalité peut être utilisée par un État de manière stratégique, pour favoriser ou exclure une partie de la population. Par exemple, en Côte d'Ivoire, le parti démocratique de Côte d'Ivoire (PDCI de Henri Konan Bédié) a défini de manière restrictive la nationalité ivoirienne pour exclure certains candidats à l'élection présidentielle, ainsi que pour nier le droit de vote à une partie de la population (problème dit de l'« ivoirité »). Le même problème touche l'Estonie dont une grande partie des résidents, d'origine russe, sont arrivés pendant la période durant laquelle le pays faisait partie de l'URSS.

### Effets de la nationalité
La nationalité est une des conditions de la citoyenneté et donc du droit à la jouissance des libertés politiques (droit de vote).
Mais elle implique aussi des droits et des obligations diverses :
- service national (souvent uniquement pour les hommes) ;
- droit à l'exercice d'une profession réglementée (ex: magistrat) ;
- droit à l'assistance sociale ;
- droit à la protection diplomatique (remise d'un passeport ; non extradition des ressortissants) ;
- etc.

### Cas particuliers

#### Notion de résident
Une personne peut être juridiquement qualifiée de résidente d'un pays donné du fait de sa domiciliation principale dans ce pays sans pour autant avoir la nationalité de celui-ci.

#### Nationalité sans citoyenneté
- Dans certains pays la citoyenneté est ou a été réservée au sexe masculin, ou conditionnée au paiement d'impôts.
- Les nationaux mineurs ne bénéficient pas des droits civiques.
- Une condamnation peut ôter ses droits civiques à un national.
- La domiciliation est nécessaire pour exercer des droits civiques, ainsi les sans domicile fixe, et en particulier les nomades n'en bénéficient pas.
- À l'époque coloniale, l'indigénat dans les colonies françaises et le statut indigène au Congo belge excluaient de la citoyenneté tout ou partie des habitants indigènes des colonies, qui avaient pourtant la nationalité française ou belge. Cette situation prit fin en deux parties pour la France, par la Loi Lamine Guèye en 1946 et par la Loi-cadre Defferre de 1956. Elle ne prit fin au Congo belge qu'à l'indépendance en 1960.
- Jusqu'en 1975, les Français par naturalisation ne pouvaient pas exercer le droit de vote et d'éligibilité pendant les 5 ou 10 (selon les époques) années suivant l'acquisition de la nationalité.

#### Citoyenneté partielle sans nationalité
Un certain nombre de pays ont accordé le droit de vote aux résidents étrangers, que ce soit à tous et à tous les niveaux de pouvoir, sans éligibilité (Chili, Nouvelle-Zélande), à certains et à tous les niveaux de pouvoir, avec éligibilité (ressortissants du Commonwealth au Royaume-Uni), à certains ou à tous au niveau municipal, avec ou sans éligibilité (les 5 pays nordiques et les 3 du Benelux, plusieurs cantons suisses, Portugal, Slovénie, Burkina Faso, Venezuela, etc.).
Parmi les résidents étrangers concernés, certains sont apatrides, ce qui signifie qu'ils peuvent voter et être élus dans certains pays sans avoir de nationalité[réf. nécessaire].
Il convient de préciser qu'en Nouvelle-Calédonie, terre française d'outre-mer, il existe une citoyenneté néo-calédonienne, conférée aux individus résidant depuis plus de 10 années sur le territoire, ceci alors qu'il n'existe pas de nationalité néo-calédonienne. Cette citoyenneté leur accorde le droit de vote aux élections locales, à savoir les élections provinciales et leur permettra de participer au scrutin d'autodétermination qui sera organisé entre 2014 et 2018. De même, il existe aujourd'hui une citoyenneté européenne alors qu'il n'existe pas de nationalité européenne. Ainsi, les ressortissants de l'Union européenne (UE) sont aptes à participer aux élections locales (municipales, ...) dans les pays membres où ils résident.

## Conception socio-culturelle
D'un point de vue sociologique, la nationalité peut se définir comme une identité collective que les membres d'une même nation sociologique se donnent. Bien qu'il s'agisse d'un phénomène relatif à une communauté d'individus, l'appartenance à une nation est relative à l'identité personnelle de chacun de ses membres.
Une communauté partageant la même nationalité partage également des croyances et des symboles, une histoire, un caractère national, un territoire et une culture qui lui est particulière. Ces facteurs sont sujets à fluctuer avec le temps. Il est également impossible de fixer un standard précis pour chacune de ces caractéristiques.

## Binationalité et nationalités multiples
La double nationalité, cas le plus fréquent de la « multinationalité », est le fait de posséder simultanément deux nationalités.
Pour le roman, voir Double Nationalité (roman).
La majorité des états du monde la reconnaissent ou la tolèrent, en particulier en Europe. Certains États l'interdisent expressément : dès lors soit leurs nationaux qui acquièrent une autre nationalité sont automatiquement déchus de leur nationalité précédente (ce fut le cas des Belges qui acquirent une autre nationalité — sauf la nationalité israélienne — de 1984 à 2007), soit ils exigent une preuve que la personne qui acquiert leur nationalité a renoncé à sa nationalité précédente. D'autres se contentent de ne pas reconnaître la deuxième nationalité ou de n'en pas tenir compte lorsque la personne se trouve sur leur territoire (cas de la France). D'autres enfin l'autorisent pleinement et simplement. Certains ne l'interdisent que pour l'exercice de certains mandats politiques ou fonctions publiques, comme l'Algérie.